# داس سوپرتلنت
داس سوپرتلنت (به آلمانی: Das Supertalent) یک نمایش استعدادیابی آلمانی است، بخشی از مجموعه بین‌المللی موفق گات تلنت، اجرا شده توسط مارکو شریل است که از فصل دوم به بعد دانیل هارتویخ به او پیوست. درست مثل سایر نسخه‌های این فرمت، مسابقات برگزار می‌شود و داوران استعدادها را بررسی می‌کنند و بعداً مخاطبان داخلی در رأی‌گیری رأی می‌دهند تا ببینند که چه کسی برنده است.